# 칼라일 미첼
칼라일 미첼(Carlyle Deon Mitchell, 1987년 8월 8일~ )은 트리니다드 토바고의 축구 선수이다. 현재 필리핀의 카야 FC에서 활약하고 있다.